# Tom Pocock
Thomas Allcot Guy Pocock (* 18. August 1925 in London; † 7. Mai 2007 ebenda) war ein britischer Journalist und Marinehistoriker, der auch als Kriegsberichterstatter im Zweiten Weltkrieg arbeitete und sich nach dem Krieg im historischen Bereich besonders auf die Geschichte der Marine spezialisierte und dafür mehrere Bücher publizierte.

## Leben

### Karriere
Schon Pococks Vater, Guy Pocock, war auf literarischer Ebene aktiv und veröffentlichte Romane; außerdem arbeitete er am Dartmouth Naval College, bevor er zum Fernsehsender BBC wechselte. Tom Pocock besuchte für ein Jahr die Westminster School, ehe seine Eltern entschieden, dass er aufs Land ziehen sollte, da ein Krieg unmittelbar bevorstünde. Pocock war von dieser Entscheidung enttäuscht, er hatte es sich vorgestellt, im passenden Alter der Royal Navy beitreten zu können.
Trotzdem konnte Pocock 1943 auf einem Schiff dienen, fiel jedoch nach der Invasion in der Normandie krankheitsbedingt wieder aus und konnte das Lazarett im Spätjahr 1944 wieder verlassen. Ab 1945 fungierte er als Kriegsberichterstatter und war somit der jüngste dieses Metiers.
Nach Ende des Krieges arbeitete Pocock für verschiedene Zeitungen, erst für die Hulton Press, dann wechselte er zur Daily Mail, wo er unter anderem als Marinekorrespondent arbeitete. Ab 1952 arbeitete er für The Times, jedoch schrieb er später erneut für die Daily Mail, in dieser Zeit unter anderem mit der Funktion als ein Kriegsberichterstatter.
Pocock veröffentlichte 1967 sein erstes Buch unter dem Titel Nelson and His World, das sich mit dem britischen Admiral Horatio Nelson befasste. Besonders die Person Nelson stand in höchstem Interesse bei Pocock, der insgesamt acht seiner Bücher diesem Thema widmete. Seine Bücher publizierte er unter dem Namen Tom Pocock.
Später schrieb er über Nelson in diversen Zeitschriften und trat auch in Fernsehdokumentationen über den Admiral auf.
Pocock heiratete 1968 – nach anderen Quellen 1969 – und hatte zwei Kinder mit seiner Ehefrau.